# Liberty Township (comté de Clinton, Iowa)
Pour les articles homonymes, voir Liberty Township.
Liberty Township est un township, du comté de Clinton en Iowa, aux États-Unis,.
Le township est organisé en 1844.

### Source de la traduction
- (en) Cet article est partiellement ou en totalité issu de l’article de Wikipédia en anglais intitulé « Liberty Township, Clinton County, Iowa » (voir la liste des auteurs).